# Wanakaya (Gunungjati)
Wanakaya is een bestuurslaag in het regentschap Cirebon van de provincie West-Java, Indonesië. Wanakaya telt 4950 inwoners (volkstelling 2010).